# Nicholas Edwards
Roger Nicholas Edwards (ur. 25 lutego 1934, zm. 17 marca 2018) – brytyjski polityk, członek Partii Konserwatywnej, minister w rządach Margaret Thatcher.
Wykształcenie odebrał w Westminster School oraz w Trinity College na Uniwersytecie Cambridge. W 1965 r. rozpoczął pracę w firmie ubezpieczeniowej Lloyd's of London.
W 1970 r. został wybrany do Izby Gmin jako reprezentant okręgu Pembrokeshire. W latach 1975–1979 był mówcą opozycji na tematy walijskie. Po wyborczym zwycięstwie konserwatystów w 1979 r. został ministrem ds. Walii. Jak do tej pory jest jedynym konserwatywnym ministrem ds. Walii wybranym w walijskim okręgu. Na tym stanowisku pozostawał do 1987 r. W tym samym roku zrezygnował się ubiegania o mandat parlamentarny. Został wykreowany parem dożywotnim jako baron Crickhowell i zasiadł w Izbie Lordów.
Lord Crickhowell był w latach 1989–1996 przewodniczącym National Rivers Authority (NRA). Prowadził również aktywną kampanię na rzecz ustanowienia stałej siedziby dla Walijskiej Opery Narodowej w Cardiff.